# James Cecil (6e comte de Salisbury)
James Cecil, 6e comte de Salisbury (20 octobre 1713 - 19 septembre 1780) est un noble, un homme politique et un pair britannique.

## Biographie
Il est le fils de James Cecil (5e comte de Salisbury), et de son épouse, Anne Cecil, comtesse de Salisbury. Il est connu pour sa vie irrégulière sous le nom de "comte méchant".
Il fait ses études à la Westminster School, est haut steward de Hertford et gouverneur du Foundling Hospital de Londres. Il épouse en 1745 Elizabeth (1721-1776), fille d'Edward Keet de Canterbury, qui aurait été barbier et guide touristique selon une source contemporaine. Cependant, quelques années plus tard, il se sépare de sa comtesse et vit en solitaire avec sa maîtresse, une Mary Grave de Baldock, pour les 30 années restantes de sa vie à Quickswood, dans la paroisse de Clothall. Sa relation avec elle est antérieure à son mariage. C. Price a écrit sur la liaison en 1771 (archives de Hatfield House):
«Il habite à l'étage… entouré de vieilles malles, de cartons et de livres éparpillés. Bien ou malade, il ne quitte jamais sa chambre, ne voit jamais ni ne converse avec personne d'autre que sa vieille dame, comme il l'appelle, et son médecin, qui lui rend visite à l'occasion. Les domestiques sont vieux et rouillés comme la demeure."
James Cecil est décédé le 19 septembre 1780 après avoir eu par Elizabeth Keet un fils, James Cecil (1er marquis de Salisbury), qui lui succède comme 7e comte et 1er marquis de Salisbury et deux filles (décédées non mariées).
Mme. Grave a reçu plus de 50 000 £ dans son testament, sans compter les bijoux, l'argent et les meubles enlevés à Hatfield. En outre, le comté légua 43 000 £ à ses sept enfants, dont James Cecil Grave, recteur de Hatfield et Clothall. Le testament fut contesté sans succès par le 7e comte de Salisbury, qui démolit Quickswood (v. 1790). Mary Grave est décédée le 2 décembre 1789 à Baldock.

## Sources
- (en) Cet article est partiellement ou en totalité issu de l’article de Wikipédia en anglais intitulé « James Cecil, 6th Earl of Salisbury » (voir la liste des auteurs).
- Le magazine du gentleman
- Burke's Peerage and Baronetage, 106ème édition
- GE C [okayne], L'intégrale de la pairie (Londres, 1895)